# Inkorporeringsproblemet
Inkorporeringsproblemet : Stadsområdets förändringar med särskild hänsyn till svensk förvaltningspraxis är en 1 234 sidor lång avhandling om inkorporering publicerad i två band 1912 av sedermera borgarrådet Yngve Larsson, och på vilken han disputerade 1913. Dåvarande filosofie licentiaten Larsson fick i uppdrag att genomföra utredningen av Svenska stadsförbundets styrelse den 15 oktober 1910.

## Innehåll och mottagande
Avhandlingen definierar inkorporeringsproblemet som "frågan om det rättsliga stadsområdets anpassning till det faktiska", och behandlade de förvaltningspolitiska och juridiska problem som den snabba urbaniseringen ställde dåtidens svenska städer inför. 
Larsson hade studerat för Hugo Preuss i Berlin, och hans analys låg enligt historikern Mats Andrén nära dennes och hävdade en organisk uppfattning om kommunen som nära förbunden med staten, men ändå ett subjekt i sin egen rätt.
Avhandlingen fick ett respektfullt mottagande även utomlands under sin tid, och blev den första av en serie utredningar som kom att behandla samma ämne. Verket hade enligt Hvar 8 dag alltjämt 1920, åtta år efter publiceringen, en framstående ställning som standardverk och kallades en synnerligen grundlig och värdefull avhandling.